# 劉休仁
劉 休仁（りゅう きゅうじん、元嘉20年（443年）- 泰始7年5月1日（471年6月4日））は、南朝宋の皇族。建安王。文帝劉義隆の十二男。

## 経歴
文帝と楊修儀のあいだの子として生まれた。元嘉29年（452年）、建安王に封じられた。孝建3年（456年）、秘書監となり、歩兵校尉を兼ねた。7月、都督南兗徐二州諸軍事・冠軍将軍・南兗州刺史に任じられた。大明元年（457年）、入朝して侍中となり、右軍将軍の号を加えられた。大明4年（460年）2月、湘州刺史として出向し、散騎常侍の位を加えられた。大明6年（462年）1月、平南将軍の号を加えられた。大明8年（464年）1月、使持節・都督江州南豫州之晋熙新蔡郢州之西陽三郡諸軍事・安南将軍・江州刺史に転じた。受けないうちに、散騎常侍・太常に任じられた。10月、護軍将軍の号を受けた。
永光元年（465年）1月、領軍将軍の号を受けた。同年（景和元年）8月、使持節・都督雍梁南北秦四州諸軍事・安西将軍・寧蛮校尉・雍州刺史に任じられた。10月、雍州に赴任しないうちに、散騎常侍・護軍将軍の号を受けた。11月、特進・左光禄大夫の位を加えられ、驃騎大将軍・開府儀同三司の位を受けた。
ときに前廃帝は、年長の諸王を恐れて建康の宮殿内に幽閉していた。湘東王劉彧や休仁や山陽王劉休祐らはともに肥満体型であったため、前廃帝は劉彧を「猪王」と呼び、休仁を「殺王」と呼び、休祐を「賊王」と呼んだ。前廃帝は劉彧らの諸王を殺そうと思い立ったことが十数回に及んだが、そのたびに休仁が機転の利いた阿諛を述べて命を救った。廷尉の劉矇の妾が妊娠して臨月となると、前廃帝は彼女を後宮に迎え入れ、男児が生まれたときは太子に立てようと考えていた。劉彧が前廃帝の考えに反対したため、前廃帝は怒って劉彧を裸にし、その手足を縛って「今日のうちに猪を屠殺してやる」といった。休仁は「猪めは今日はまだ死なせるべきではありません」と笑った。前廃帝がその理由を訊ねると、休仁は「皇太子の誕生を待って、猪めの肝と肺を取って殺しましょう」と答えた。前廃帝が了解したため、劉彧の身柄は廷尉に送られた。
前廃帝は荊州・湘州に南遊する予定であったため、翌朝に諸王たちを殺害しようと計画していた。しかしその日の夕方のうちに劉彧が起兵して、前廃帝を華林園で殺害した。休仁はその日のうちに劉彧に対して臣礼を取った。翌朝、休仁は東府に出向した。12月、使持節・侍中・都督揚南徐二州諸軍事・司徒・尚書令・揚州刺史に任じられた。ときに劉道隆が護軍であったが、休仁が「臣はこの人と朝を同じくしえない」とその解職を請求すると、劉彧は劉道隆に死を賜った。劉彧（明帝）が即位して、泰始と改元された。
泰始2年（466年）1月、明帝即位に対抗する反乱が各地で勃発すると、休仁は都督征討諸軍事となり、反乱の討伐にあたった。軍を率いて虎檻に駐屯し、赭圻に進軍した。まもなく太子太傅の位を兼ねた。8月、反乱側の尚書僕射の袁顗を斬り、江州・郢州・荊州・雍州・湘州を平定した。12月、薛安都が彭城に拠って北魏の軍を引き入れると、休仁は都督北討諸軍事となった。山陽王劉休祐に代わって都督西討諸軍事となった。
泰始5年（469年）、都督豫司二州に進んだ。12月、揚州刺史の任を解かれた。泰始6年（470年）2月、太尉となり、司徒を兼ねた。
泰始7年（471年）、明帝の病が重くなると、皇帝は楊運長らと崩後の策を協議した。皇太子の劉昱はまだ幼く、諸王の権勢が強かったため、将来に不安を残していた。5月、明帝が毒薬を送り、休仁はそれを飲んで死んだ。享年は29。追って始安王に降封された。

## 妻子

### 妻
- 殷氏（呉興郡太守殷沖の娘）

### 男子
- 劉伯融（458年 - 476年、南豫州刺史、琅邪臨淮二郡太守、寧朔将軍・広州刺史。父の死後に丹陽県に移された。元徽元年（473年）に建康に帰り、始安王の封を嗣いだ。元徽4年（476年）、建平王劉景素の乱に連座して処刑された）
- 劉伯猷（466年 - 476年、はじめ江夏愍王劉伯禽（劉義恭の子）の後を嗣いで江夏王に封じられた。父の死後に丹陽県に移された。元徽元年（473年）に建康に帰り、都郷侯の爵位を受けた。劉景素の乱に連座して処刑された）

## 伝記資料
- 『宋書』巻72 列伝第32
- 『南史』巻14 列伝第4